# دهنوش (دربندرود)
دهنوش (بالفارسية: دهنوش) هي قرية تقع في إيران في قسم دربندرود الريفي. يقدر عدد سكانها بـ 207 نسمة بحسب إحصاء 2016.